# Classe Bougainville
La classe Bougainville fu una classe di avvisi coloniali della Marine nationale, composta da otto unità varate tra il 1931 e il 1939 (più altre due mai completate).
Unità designate per il pattugliamento dei mari dei possedimenti dell'impero coloniale francese, i Bougainville furono impegnati operativamente durante la seconda guerra mondiale, militando sia nel campo della Francia libera che della Francia di Vichy; due unità della classe andarono perdute in combattimento e altre due furono autoaffondate perché non cadessero in mano al nemico. I Bougainville furono protagonisti di un raro caso di combattimento fratricida tra unità della stessa classe, quando il Savorgnan de Brazza della Francia libera affondò il Bougainville della Francia di Vichy il 9 novembre 1940, durante gli eventi della campagna del Gabon.
Le unità superstiti furono radiate entro la fine degli anni 1950.

## Caratteristiche

### Piattaforma

Schema delle unità

I Bougainville furono concepiti per svolgere servizi di sorveglianza nelle acque delle colonie d'oltremare in condizioni di austerità. L'autonomia delle unità era considerata come l'elemento primario del progetto, come pure l'abitabilità in condizioni climatiche tropicali per l'equipaggio; le unità dovevano inoltre possedere le sistemazioni per ospitare a bordo un ammiraglio con il suo stato maggiore, nell'eventualità che fossero chiamate a ricoprire il ruolo di nave ammiraglia delle divisioni navali d'oltremare della Marina francese. I progettisti selezionarono come apparato propulsore dei motori diesel, economici e capaci di garantire un'ampia autonomia; per aiutare a pattugliare le ampie zone di mare che dovevano presidiare, le unità furono equipaggiate con un idrovolante da ricognizione, un piccolo apparecchio Gourdou-Leseurre GL-832 HY. Le ultime due unità della classe, Beautemps-Beaupré e La Pérouse, furono impostate secondo un progetto modificato che prevedeva la presenza di un unico fumaiolo invece che due come le altre consorelle.
I Bougainville avevano uno scafo lungo fuori tutto 103,7 metri, per una larghezza di 12,7 metri e un pescaggio di 4,15 metri; il dislocamento standard ammontava a circa 2.000 tonnellate, che salivano a 2.600 tonnellate con la nave a pieno carico. Internamente, lo scafo era suddiviso da dieci paratie in undici compartimenti a tenuta stagna. La parte inferiore dello scafo e la chiglia erano realizzate in acciaio dolce, mentre il ponte, i depositi di munizioni, le scudature dei cannoni, la plancia e la parte inferiore dei fumaioli erano realizzati in acciaio balistico in lega cobalto-cromo-molibdeno che conferiva un notevole livello di protezione dal fuoco di armi leggere e mitragliatrici, anche superiore a quello dei cacciatorpediniere francesi in servizio all'epoca. L'equipaggio ammontava a 14 ufficiali e 121 sottufficiali e marinai in tempo di pace.

### Propulsione
I Bougainville erano propulsi da una coppia di motori diesel, costruiti su licenza, a sei cilindri, azionanti altrettanti alberi motore con eliche a tripla pala. La maggior parte delle navi imbarcava motori a quattro tempi Burmeister & Wain capaci di una potenza di 2.161 shp (1.611 kW), ma il Dumont d'Urville, il Savorgnan de Brazza e il D'Iberville avevano dei motori a due tempi della Sulzer da 2.100 shp (1.500 kW). La velocità di crociera delle unità ammontava a 15,5 nodi (28,7 km/h), che saliva a 16,4 nodi (30,4 km/h) con le macchine alla massima potenza; le navi imbarcavano 256 tonnellate di carburante diesel il quale conferiva un'autonomia di 9.000 miglia nautiche alla velocità di 14 nodi (17.000 km a 26 km/h).

### Armamento

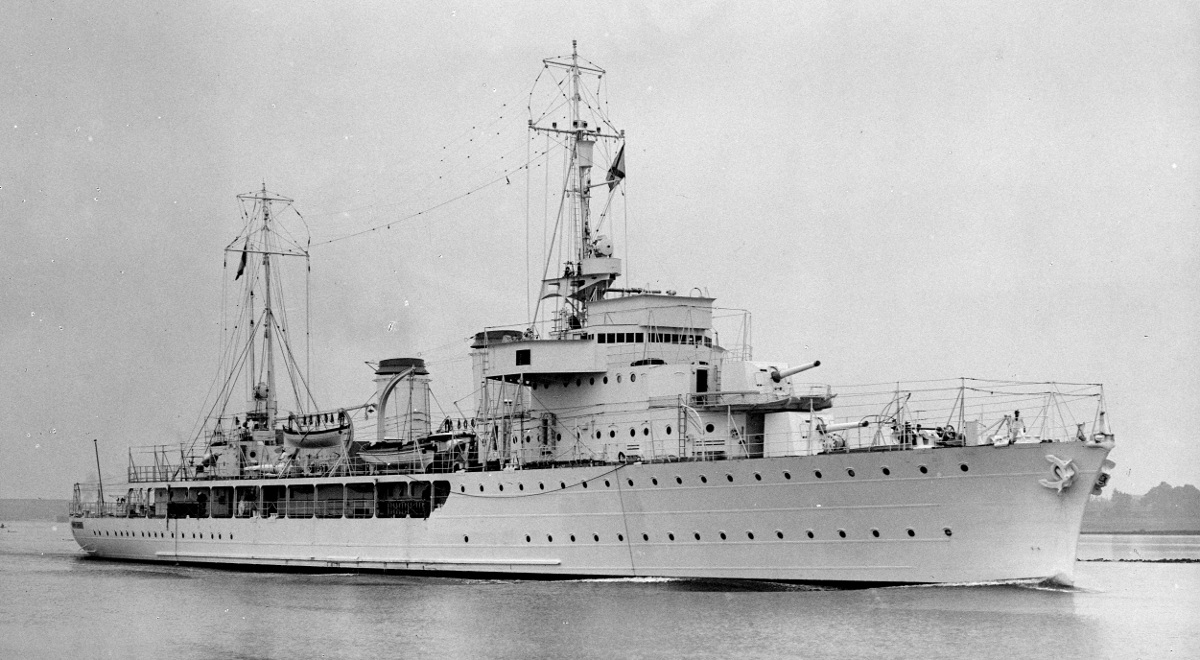
LAmiral Charner

L'armamento principale dei Bougainville consistenza in tre cannoni da 138 mm Modèle 1927, posizionati in altrettante installazioni singole scudate: due a prua sovrapposte e una a poppa. I pezzi avevano un'elevazione massima di +28° e una depressione di -10°, che conferivano una gittata massima di 16.600 metri; i pezzi sparavano un proiettile pesante 40,6 chilogrammi a una velocità alla volata di 700 m/s, per un rateo di fuoco di sei colpi al minuto. I due depositi delle munizioni avevano una capacità totale di 785 proiettili da 138 mm. Per la direzione del tiro dei pezzi principali, le navi imbarcavano un telemetro a coincidenza da 3 metri e un sistema di puntamento meccanico per il calcolo delle distanze.
L'armamento antiaereo si basava su quattro pezzi singoli da 37 mm Modèle 1925. I pezzi potevano sparare un proiettile da 0,75 chilogrammi alla velocità alla volata di 850 m/s, per una gittata massima di 14.100 metri e un rateo di fuoco di 30-42 colpi al minuto; la disponibilità di munizioni ammontava a 350 colpi per cannone. Per la difesa a corta distanza, i Bougainville montavano otto mitragliatrici Hotchkiss Mle 1914 calibro 8 mm in quattro impianti binati oppure sei mitragliatrici Hotchkiss Mle 1929 calibro 13,2 mm in tre impianti binati. Le navi disponevano anche su ogni lato della sovrastruttura di poppa di rotaie per l'imbarco e la posa di mine navali, con una capacità massima di 50 mine Breguet B4 da 535 kg o un numero più piccolo di mine Harlé H4 da 1.100 kg; le rotaie potevano essere anche impiegate per il lancio di bombe di profondità, con una capacità massima di 16 ordigni. Le navi portavano anche quattro paramine sul giardinetto.
Il Beautemps-Beaupré e il La Pérouse avrebbero avuto un armamento modificato, basato su quattro o sei cannoni da 100 mm in torrette binate, due impianti binati di cannoni da 37 mm antiaerei e quattro mitragliere singole da 20 mm Oerlikon
L'idrovolante di bordo era inteso per essere ricoverato in un hangar telescopico posto dietro il fumaiolo di poppa, ripiegando le sue ali mobili; tuttavia, era possibile lasciare le ali estese e proteggere dagli elementi il velivolo con una tenda. L'idrovolante era posato in mare o recuperato tramite una piccola gru.

## Unità
| Nome                         | Costruttore                        | Varo              | Destino finale                                                                                             |
| ---------------------------- | ---------------------------------- | ----------------- | --- |
| Bougainville                 | FC de la Gironde, Lormont          | 25 aprile 1931    | Affondato il 9 novembre 1940 al largo di Libreville in combattimento con il pariclasse Savorgnan de Brazza |
| Amiral Charner               | AC Maritime de Sud-Ouest, Bordeaux | 1º ottobre 1932   | Autoaffondato il 10 marzo 1945 a Saigon dal suo stesso equipaggio                                          |
| Dumont d'Urville             | AC Maritime de Sud-Ouest, Bordeaux | 21 marzo 1931     | Radiato il 26 marzo 1958 e avviato alla demolizione                                                        |
| D'Entrecasteaux              | AC de Provence, Port-de-Bouc       | 22 giugno 1931    | Radiato il 19 ottobre 1948 e avviato alla demolizione                                                      |
| La Grandière (ex Ville d'Ys) | AC de Provence, Port-de-Bouc       | 22 giugno 1939    | Radiato 23 novembre 1959 e avviato alla demolizione                                                        |
| D'Iberville                  | AC Maritime de Sud-Ouest, Bordeaux | 23 settembre 1934 | Autoaffondato il 27 novembre 1942 durante l'autoaffondamento della flotta francese a Tolone                |
| Rigault de Genouilly         | FC de la Gironde, Lormont          | 18 settembre 1932 | Affondato il 4 luglio 1940 dal sommergibile britannico HMS Pandora al largo della costa dell'Algeria       |
| Savorgnan de Brazza          | AC Maritime de Sud Ouest, Bordeaux | 18 giugno 1931    | Radiato il 20 marzo 1957 e avviato alla demolizione                                                        |
| Beautemps-Beaupré            | FC de la Gironde, Lormont          | 24 giugno 1939    | Autoaffondato il 24 giugno 1940 nel cantiere di costruzione senza mai essere stato completato              |
| La Pérouse                   | FC de la Gironde, Lormont          | Mai varato        | Costruzione cancellata il 24 giugno 1940                                                                   |